# Пи Ел (Вашингтон)
Пи Ел (енгл. Pe Ell) град је у америчкој савезној држави Вашингтон. По попису становништва из 2010. у њему је живело 632 становника.

## Демографија
Према попису становништва из 2010. у граду је живело 632 становника, што је 25 (3,8%) становника мање него 2000. године.
| Група             | 2000.       | 2010.       |
| Белци             | 605 (92,1%) | 562 (88,9%) |
| Афроамериканци    | 2 (0,3%)    | 1 (0,2%)    |
| Азијати           | 6 (0,9%)    | 0 (0,0%)    |
| Хиспаноамериканци | 15 (2,3%)   | 27 (4,3%)   |
| Укупно            | 657         | 632         |